# Григорян, Берсабе Александровна
Берсабе Александровна Григорян — советский хозяйственный, государственный и политический деятель.

## Биография
Родилась в селении Муслугли Александропольского уезда в 1916 году (c 1947 - село Ланджик). Член ВКП(б).
С 1933 года — на хозяйственной, общественной и политической работе. В 1933—1982 гг. — на строительстве завода, на Ереванском заводе синтетического каучука имени С. М. Кирова, в Государственном плановом комитете при СНК Армянской ССР, инструктор Отдела химической промышленности, заведующая, заместитель заведующего Промышленно-транспортным отделом ЦК КП(б) Армении, 1-й секретарь Сталинского районного комитета КП(б) Армении, секретарь ЦК КП Армении, заместитель председателя Государственного планового комитета СМ Армянской ССР, председатель Армянского республиканского общества дружбы и культурных связей с зарубежными странами, заместитель министра местной промышленности Армянской ССР.
Избиралась депутатом Верховного Совета СССР 3-го созыва.
Умерла в 2004 году в Ереване.

## Награды
- Орден «Знак Почёта» (7.03.1960).